# Schaufenster Elektromobilität

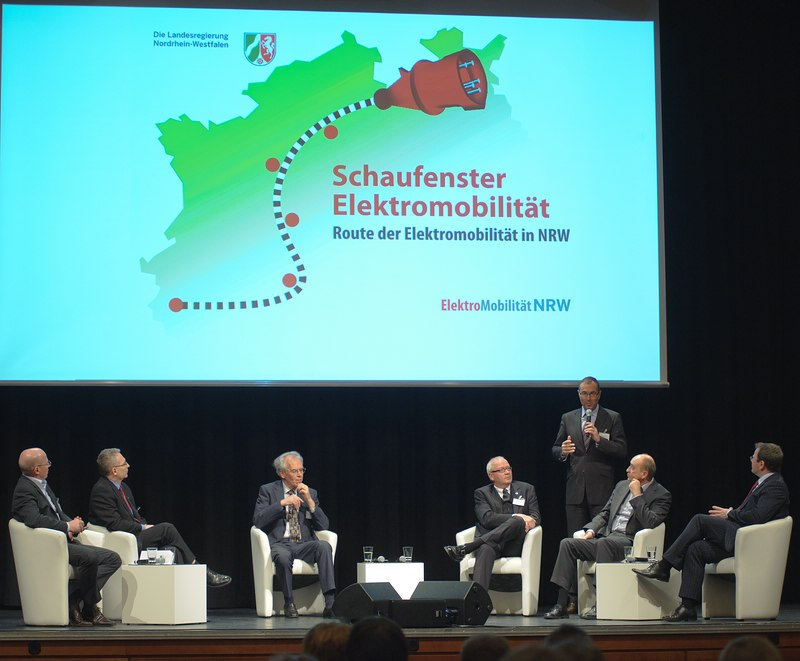
Podiumsdiskussion bei der Bewerbung von Nordrhein-Westfalen für seine „Schaufensterregion für Elektromobilität“

Das Schaufenster Elektromobilität ist ein 2011 von der deutschen Bundesregierung beschlossenes Programm zur Förderung der Elektromobilität in Deutschland. Als zentrale Maßnahme  sollen die geförderten Initiativen wie ein für die Öffentlichkeit sichtbares „Schaufenster“ wirken, um die Kompetenzen in den Bereichen Elektrofahrzeug, Energieversorgung und Verkehrssystem in der Bundesrepublik aufzuzeigen. Entsprechende Demonstrations- und Pilotprojekte in ausgewählten und auf Größe ausgerichteten Regionen sollen elektromobiles Wissen und Aktivitäten systemübergreifend bündeln und sichtbar machen. Dabei soll die öffentliche Hand eng mit Industrie und Wissenschaft zusammenarbeiten, um vor allem auch innovative Elemente der Elektromobilität zu erproben.

## Die Schaufensterregionen

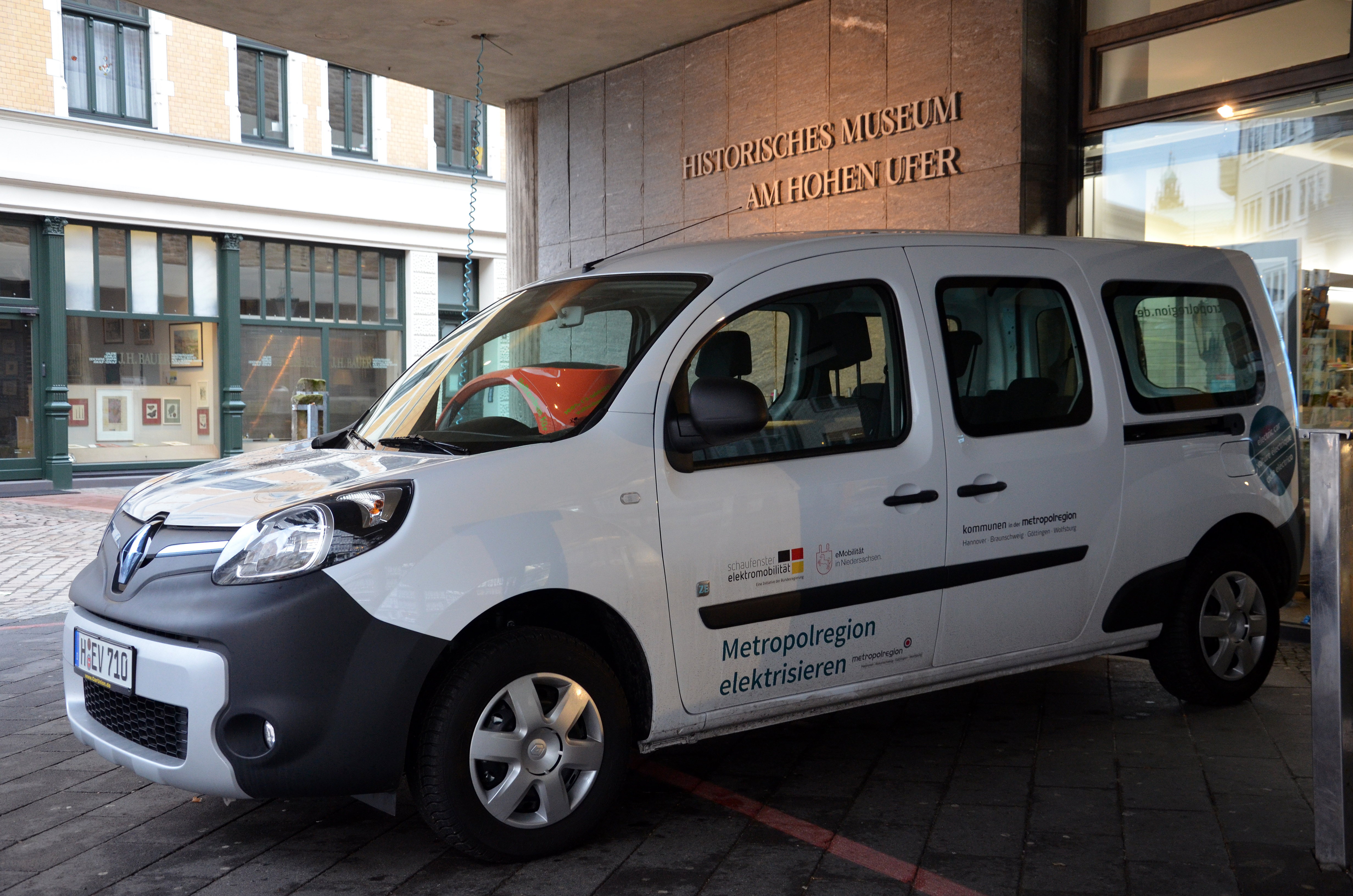
Aufschriften unter anderem der Metropolregion Hannover-Braunschweig-Göttingen-Wolfsburg auf einem Kangoo Z.E. vor dem Historischen Museum Hannover;
im Februar 2015 zur Ausstellung Hannover aufgeladen! – Elektromobilität zwischen Wunsch und Wirklichkeit im Rahmen der Schaufenster Elektromobilität

Entsprechend den Empfehlungen einer unabhängigen Fachjury wählte die deutsche Bundesregierung im April 2012 folgende Schaufenster Elektromobilität:
- LivingLab BWe mobil in Baden-Württemberg;
- Internationales Schaufenster Elektromobilität Berlin-Brandenburg in Berlin-Brandenburg;
- Unsere Pferdestärken werden elektrisch, Niedersachsen;
- ELEKTROMOBILITÄT VERBINDET, länderübergreifend in Bayern und Sachsen.[1]

## Projekte, Ministerien und Gelder
In den vier ausgewählten „Schaufensterregionen“ unterstützt die deutsche Bundesregierung bis 2016 insgesamt 90 Verbundprojekte mit 334 Teilvorhaben. Weitere Projekte werden durch die zuständigen Landesregierungen und weitere Partner gefördert. Das bisher veranschlagte Investitionsvolumen für die verschiedenen Schaufenster Elektromobilität beträgt rund 300 Millionen Euro. Etwa 180 Millionen Euro davon werden durch das ressortübergreifend führende Bundesministerium für Verkehr und digitale Infrastruktur (BMVI) bereitgestellt sowie durch die Ministerien Bundesministerium für Wirtschaft und Energie (BMWi), Bundesministerium für Bildung und Forschung (BMBF) und das Bundesministerium für Umwelt, Naturschutz, Bau und Reaktorsicherheit (BMUB).

## Begleitforschung
Übergeordnete Fragestellungen aller Schaufenster bzw. Verbundvorhaben werden durch eine eigens beauftragte Begleitforschung untersucht. Zu diesen Themen zählen unter anderem die Fahrzeugbatterieentwicklung, der Ausbau der Ladeinfrastruktur oder der rechtliche Rahmen. Zudem ist es Aufgabe der Begleitforschung die Ergebnisse aller Schaufenster zu bündeln und einer breiten Öffentlichkeit zur Verfügung zu stellen.

## Projektträger
Im Auftrag der vier führenden Ministerien wird die Projekträgerschaft über das Programm Schaufenster Elektromobilität durchgeführt von der VDI/VDE Innovation + Technik GmbH (das 1978 gegründete Unternehmen mit den Gesellschaftern Verein Deutscher Ingenieure (VDI) und dem Verband der Elektrotechnik, Elektronik und Informationstechnik) in Kooperation mit der TÜV Rheinland Consulting GmbH. Zu den übernommenen Aufgaben der Träger gehört insbesondere die fachliche und administrative Betreuung der Teilnehmer der Projekte sowie die Vertretung der Förderressorts gegenüber den Zahlungsempfängern. Eine weitere Aufgabe ist die Sicherstellung der Kommunikation zwischen den beteiligten Akteuren.

## Medienecho (Auswahl)
- Bernd Haase: Carsharing-Anbieter stellt den Strom ab, in: Hannoversche Allgemeine Zeitung (HAZ) vom 12. Februar 2015, S. 16